# Cliffortia lepida
Cliffortia lepida es una especie de planta del género Cliffortia, perteneciente a la familia Rosaceae.

## Taxonomía
Cliffortia lepida fue descrita por August Henning Weimarck en 1948.

## Distribución
Se encuentra en el territorio de las Provincias del Cabo.